# Бутово (платформа)
Бу́тово — остановочный пункт линии МЦД-2 Московских центральных диаметров на Курском направлении Московской железной дороги в районе Южное Бутово в Москве. Расстояние до Курского вокзала — 30 км. Открыт в 1865 году.

## История
Осенью 1866 года вступила в строй железная дорога от Москвы до Серпухова. Однако ближайшие станции располагались в Царицыне и Подольске, добираться до них было довольно хлопотно и по просьбам местных землевладельцев с лета 1868 года дачные поезда стали делать кратковременную остановку на 28-й версте от Москвы. В 1871 году бутовские землевладельцы обратились к инженеру-железнодорожнику Карлу Фёдоровичу фон Мекку, совладельцу нескольких железных дорог, с просьбой о строительстве железнодорожной станции. Их просьба совпала с желанием самого Карла фон Мекка, имевшего в Бутове обширные землевладения. Своё название новая станция получила по имени сельца Бутово, расположенного приблизительно в километре к западу. Паровик из Москвы до «полустанции Бутово» шел около полутора часов.

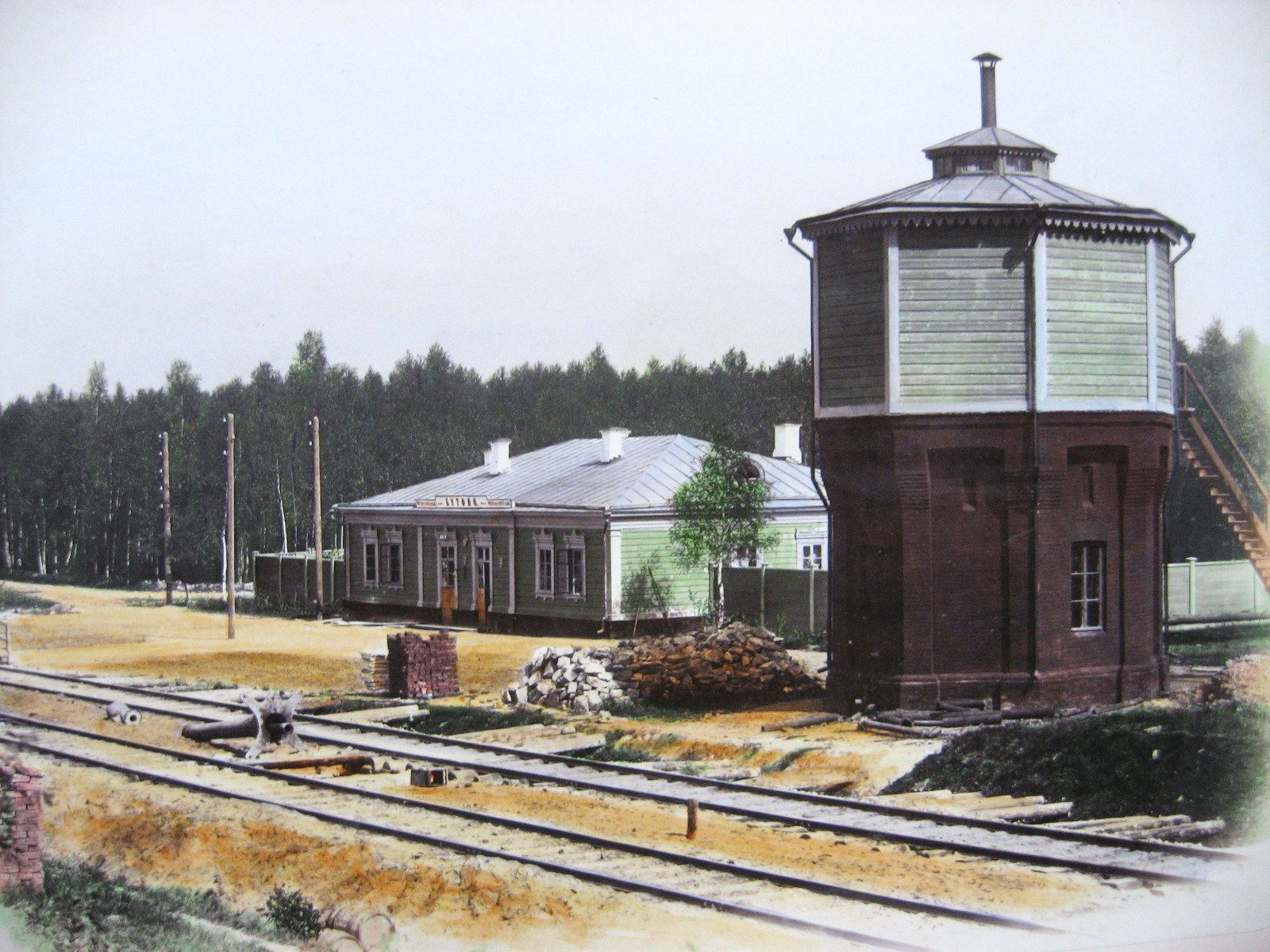
Полустанция Бутово. 1885 год
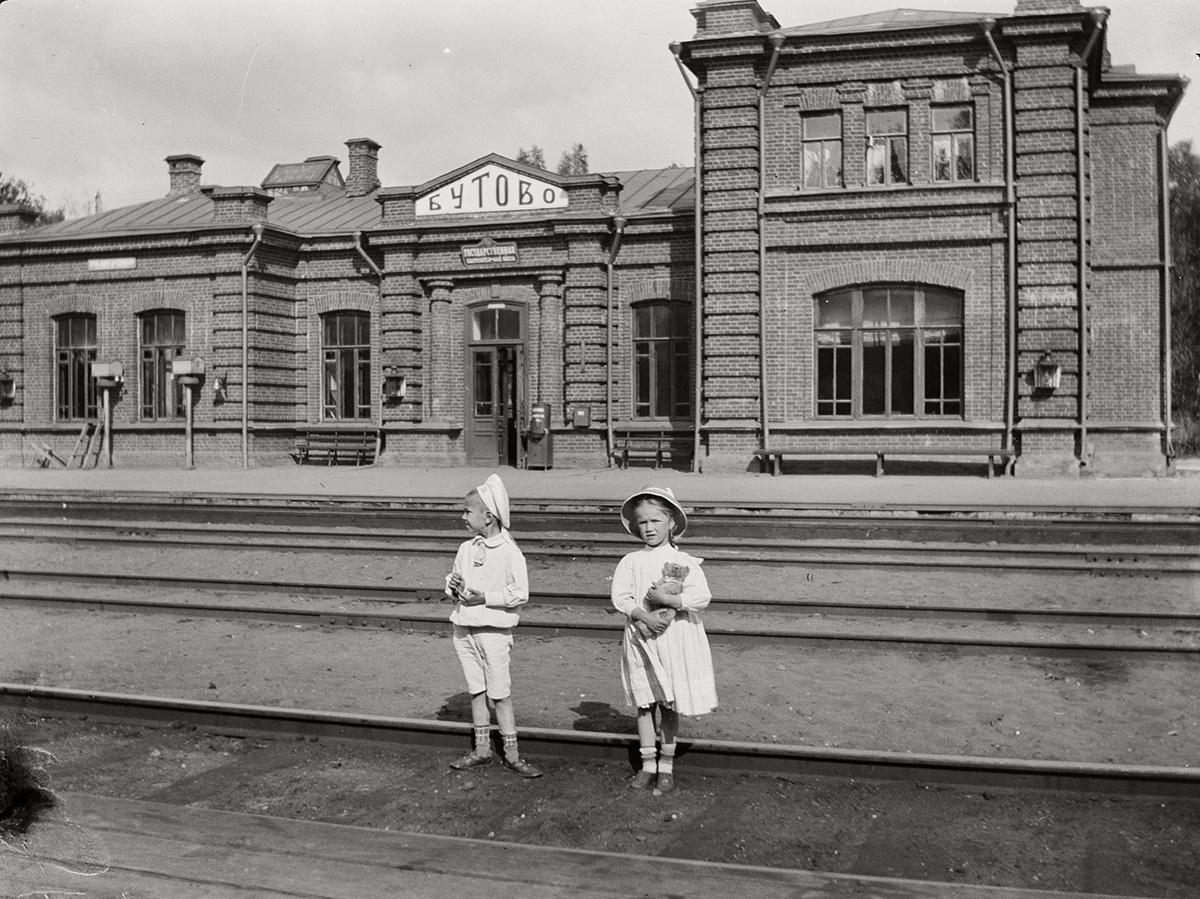
Станция Бутово. 1910 год

Появление в 1903 году железнодорожной станции в Бутове подняло цену и значимость земель, лежащих по обе стороны железнодорожных путей. Подъезд к станции Бутово освещался керосиновыми фонарями.
В начале XX века недалёко от станции Бутово располагалось имение Ивановское.
В 1932 году построено и сдано в эксплуатацию Бутовское испытательное депо для локомотивов.
От станции отходила ветка в посёлок Коммунарка, ныне разобранная.
Электрифицирована в 1939 году, повторно в 1953 году (постоянный ток, 3 кВ).
В 1980-х годах на станции Бутово осуществлялась местная грузовая работа на подъездных путях, крытом складе, открытой площадке и повышенном пути. Для стоянки сборных поездов был приёмоотправочный путь между 3 и 4 главными путями (сейчас законсервирован со снятием стрелок). К станции примыкал подъездной путь к птицефабрике «Коммунарка». Подъездной путь был закрыт ещё в 1990-х годах. В начале 2000-х ещё производилась выгрузка на повышенном пути в южной горловине станции. В хорошем состоянии находятся и крытый склад, и открытая площадка, и повышенный путь.

## Остановочный пункт
На остановочном пункте имеются две боковых высоких пассажирских платформы, соединённых пешеходным мостом. Находятся по бокам от главных путей № I, II. Имеется билетная касса и терминал по продаже билетов. Остановочный пункт оборудован турникетами. Входит в тарифную зону города Москвы со стоимостью проезда по этой зоне 36 рублей.
Выход с пешеходного надземного перехода на Миргородскую, Мценскую, Алексинскую, Синельниковскую, Большую Бутовскую улицы. Синельниковская улица проходит через Вокзальную площадь платформы Бутово, Большая Бутовская улица на ней начинается.
От платформы может быть осуществлена пешеходная пересадка на две станции метро: «Улица Скобелевская» и «Бульвар Адмирала Ушакова».
С другой стороны платформы Бутово также находится автобусная станция на площади, которая называется Привокзальная.

## Наземный общественный транспорт

### Городской
На этой станции можно пересесть на следующие маршруты городского пассажирского транспорта:
- Автобусы: 18, 94, 293, 523, 523к, с936, 937, с953, 981

### Областной
- Автобус 379 до платформы Расторгуево (Видное)